# Stazione meteorologica di Fabriano
La stazione meteorologica di Fabriano è la stazione meteorologica di riferimento relativa alla città di Fabriano.

## Coordinate geografiche
La stazione meteo si trova nell'Italia centrale, nelle Marche, in provincia di Ancona, nel comune di Fabriano, a 357 metri s.l.m. e alle coordinate geografiche 43°20′N 12°54′E.

## Dati climatologici
In base alla media trentennale di riferimento 1961-1990, la temperatura media del mese più freddo, gennaio, si attesta a +2,8 °C; quella del mese più caldo, luglio, è di +20,1 °C.
Le precipitazioni medie annue sono superiori ai 1.000 mm, distribuite mediamente in 114 giorni, e presentano un minimo relativo in  estate ed un picco molto accentuato in autunno .
| Fabriano              | Mesi  | Mesi  | Mesi  | Mesi  | Mesi  | Mesi  | Mesi  | Mesi  | Mesi  | Mesi  | Mesi  | Mesi  | Stagioni | Stagioni | Stagioni | Stagioni | Anno  |
| Fabriano              | Gen   | Feb   | Mar   | Apr   | Mag   | Giu   | Lug   | Ago   | Set   | Ott   | Nov   | Dic   | Inv      | Pri      | Est      | Aut      | Anno  |
| --------------------- | ----- | ----- | ----- | ----- | ----- | ----- | ----- | ----- | ----- | ----- | ----- | ----- | -------- | -------- | -------- | -------- | ----- |
| T. max. media (°C)    | 5,3   | 6,3   | 9,1   | 13,0  | 18,3  | 22,2  | 25,4  | 24,8  | 20,7  | 15,2  | 10,4  | 6,1   | 5,9      | 13,5     | 24,1     | 15,4     | 14,7  |
| T. min. media (°C)    | 0,2   | 0,9   | 2,4   | 5,0   | 9,0   | 12,6  | 14,9  | 15,0  | 12,1  | 8,4   | 4,7   | 1,2   | 0,8      | 5,5      | 14,2     | 8,4      | 7,2   |
| Precipitazioni (mm)   | 76    | 78    | 73    | 91    | 83    | 78    | 57    | 78    | 92    | 97    | 127   | 96    | 250      | 247      | 213      | 316      | 1 026 |
| Giorni di pioggia     | 10    | 10    | 10    | 11    | 10    | 9     | 6     | 8     | 8     | 9     | 12    | 11    | 31       | 31       | 23       | 29       | 114   |
| Vento (direzione-m/s) | N 4,3 | N 4,5 | N 4,2 | N 4,1 | N 4,2 | N 4,2 | N 4,4 | N 4,3 | N 4,2 | N 4,1 | N 4,8 | N 4,8 | 4,5      | 4,2      | 4,3      | 4,4      | 4,3   |